# Игуман Симеон (Станчетић)
Симеон Станчетић (Баново Поље, код Богатића, 1954) свештеномонах је Српске православне цркве и старешина Манастира Рукумије.

## Биографија
Игуман Симеон (Станчетић), рођен је 1954. године у селу Бановом Пољу код Богатића, од побожних и благочестивих родитеља. Основну школу завршио је у родном месту Бановом Пољу и Богатићу.
Свој монашки пут започиње 1984. године када долази у Манастир Рукумију код Пожаревца, као искушеник код свог духовног оца старешине манастира игумана Саве (Огњановића). Монашки постриг је примио 1987. године у Манастиру Рукумији, од стране епископа браничевскога господина Хризостома (Војиновића), добивши монашко име Симеон. Рукоположен је у чин јерођакона а потом у чин јеромонаха 1988. године од стране епископа Хризостома.
Након упокојења игумана Саве, 25. маја 1991. године а одлуком епископа браничевскога господина Саве (Андрића), постављен је за старешину Манастира Рукумије, где већ 32. године руководи манастиром.